# Manteigas
Manteigas és un municipi portuguès, situat al districte de Guarda, a la regió del Centre i a la subregió de Beira Interior Norte. L'any 2008 tenia 3.986 habitants. Es divideix en 4 freguesias. Limita al nord-oest amb Gouveia, a l'est amb Guarda, al sud-est amb Covilhã i a l'oest amb Seia.

## Població
| Població del concelho de Manteigas (1801 – 2004) | Població del concelho de Manteigas (1801 – 2004) | Població del concelho de Manteigas (1801 – 2004) | Població del concelho de Manteigas (1801 – 2004) | Població del concelho de Manteigas (1801 – 2004) | Població del concelho de Manteigas (1801 – 2004) | Població del concelho de Manteigas (1801 – 2004) | Població del concelho de Manteigas (1801 – 2004) | Població del concelho de Manteigas (1801 – 2004) |
| ------------------------------------------------ | ------------------------------------------------ | ------------------------------------------------ | ------------------------------------------------ | ------------------------------------------------ | ------------------------------------------------ | ------------------------------------------------ | ------------------------------------------------ | ------------------------------------------------ |
| 1801                                             | 1849                                             | 1900                                             | 1930                                             | 1960                                             | 1981                                             | 1991                                             | 2001                                             | 2004                                             |
| 2000                                             | 2632                                             | 4134                                             | 4080                                             | 5276                                             | 4493                                             | 4192                                             | 3833                                             | 3900                                             |

## Freguesies

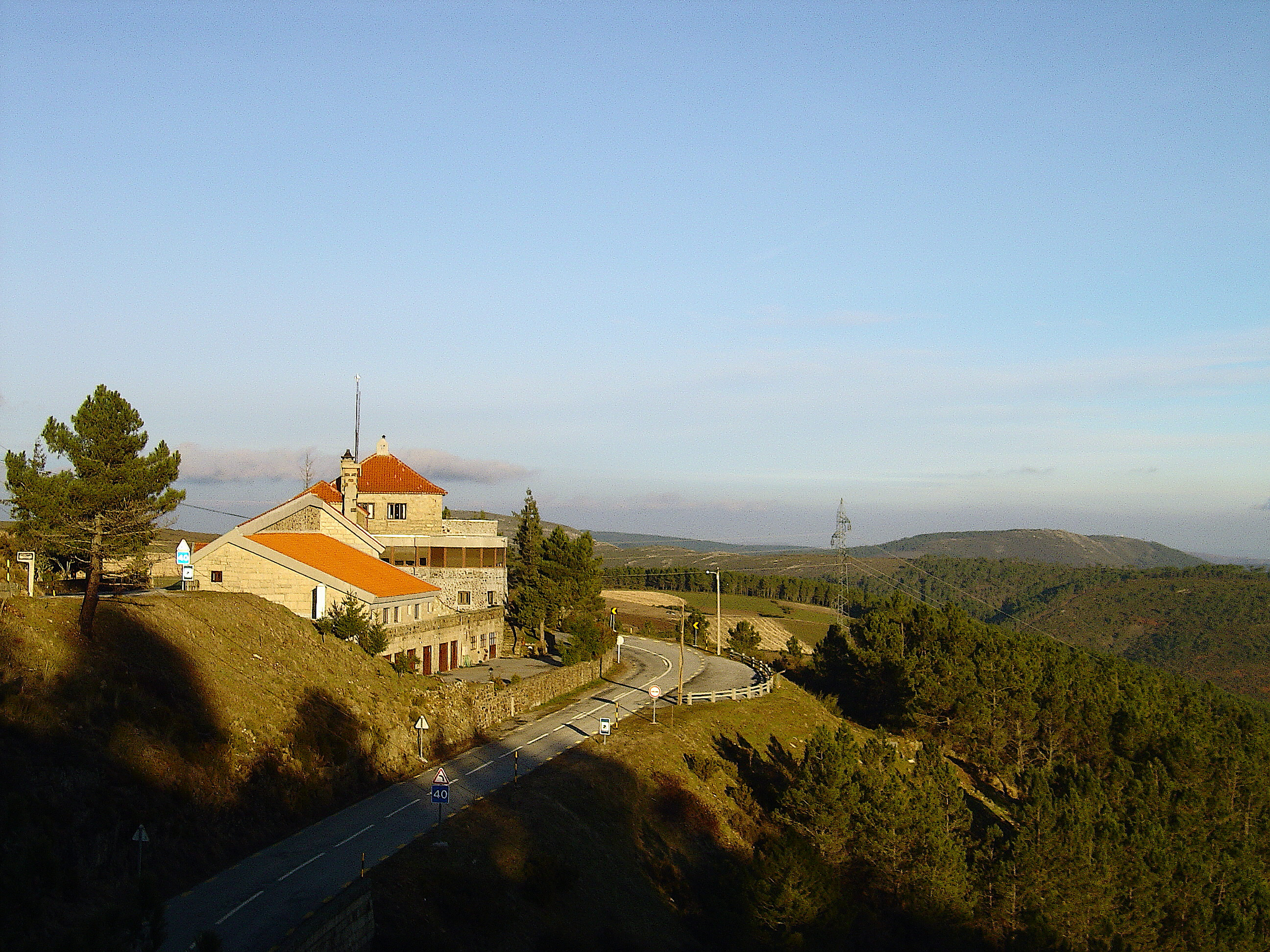
Pousada de São Lourenço - Manteigas

- Sameiro
- Santa Maria (Manteigas)
- São Pedro (Manteigas)
- Vale de Amoreira